# Frankston (Teksas)
Frankston je gradić u američkoj saveznoj državi Teksas. Prema popisu stanovništva iz 2010. u njemu je živjelo 1.229 stanovnika.